# Ministerstwo Przemysłu (od 2024)
Ministerstwo Przemysłu (MP) – polski urząd administracji rządowej utworzony w 2024, obsługujący ministra właściwego do spraw działu administracji rządowej: gospodarka surowcami energetycznymi. 
Ministerstwo pod tą nazwą (z częściowo innym zakresem działania) istniało także w latach 1987–1991.

## Utworzenie ministerstwa
13 grudnia 2023 Sejm Rzeczypospolitej Polskiej wybrał w skład Rady Ministrów między innymi Ministra Przemysłu. Zgodnie z rozporządzeniem atrybucyjnym, kierować miał on działem administracji rządowej – gospodarka złożami kopalin. Początkowo jego obsługą administracyjną zajmowały się Ministerstwo Aktywów Państwowych oraz Śląski Urząd Wojewódzki w Katowicach. 
Odrębne Ministerstwo Przemysłu zostało utworzone rozporządzeniem Rady Ministrów z dnia 20 lutego 2024 r. w drodze przekształcenia Ministerstwa Aktywów Państwowych, polegającego na wyłączeniu z niego komórek organizacyjnych obsługujących sprawy wyżej wymienionego działu administracji rządowej oraz pracowników obsługujących sprawy tego działu. Rozporządzenie to weszło w życie 1 marca 2024 i od tego samego dnia nowo utworzone ministerstwo przejęło obsługę organizacyjną Ministra Przemysłu. 
W związku ze zmianą działu administracji rządowej gospodarka złożami kopalin na dział gospodarka surowcami energetycznymi, od 
6 lipca 2024, z mocą wsteczną od 1 lipca 2024, nastąpiła odpowiednia zmiana zakresu działania ministerstwa.  
24 lipca 2025 w wyniku zmian w trzecim rządzie Donalda Tuska została odwołana minister Marzena Czarnecka. Jej kompetencje przejął nowopowołany minister energii Miłosz Motyka. Ministerstwo nie zostało jednak zlikwidowane, pozostawiając obsługę ministra właściwego do spraw działu administracji rządowej: gospodarka surowcami energetycznymi.

## Kierownictwo
- Miłosz Motyka (PSL) – minister energii od 24 lipca 2025[7]
- Wojciech Wrochna – sekretarz stanu, pełnomocnik Rządu ds. strategicznej infrastruktury energetycznej od 12 listopada 2024[8]
- Rafał Michał Tomasik – dyrektor generalny[9]

## Struktura organizacyjna
W skład ministerstwa wchodzi Gabinet Polityczny Ministra oraz następujące komórki organizacyjne:
- Departament Budżetu i Finansów
- Departament Cyfryzacji i Bezpieczeństwa
- Departament Energii Jądrowej
- Departament Funduszy Europejskich i Spraw Zagranicznych
- Departament Górnictwa i Hutnictwa
- Departament Komunikacji
- Departament Prawny
- Departament Ropy, Gazu i Gospodarki Wodorowej
- Biuro Dyrektora Generalnego i Administracji
- Biuro Ministra
- Biuro Obsługi Pełnomocnika Rządu do spraw Strategicznej Infrastruktury Energetycznej.

Organ nadzorowany przez ministra:
- Prezes Wyższego Urzędu Górniczego

Jednostki organizacyjne nadzorowane przez ministra:
- Centralne Laboratorium Ochrony Radiologicznej
- Główny Instytut Górnictwa – Państwowy Instytut Badawczy
- Instytut Chemii i Techniki Jądrowej
- Instytut Fizyki Plazmy i Laserowej Mikrosyntezy im. Sylwestra Kaliskiego
- Instytut Techniki Górniczej KOMAG
- Instytut Technologii Paliw i Energii
- Narodowe Centrum Badań Jądrowych
- „Poltegor-Instytut” Instytut Górnictwa Odkrywkowego
- „Zakład Unieszkodliwiania Odpadów Promieniotwórczych – Przedsiębiorstwo Państwowe”

## Lista ministrów
Ministrowie obsługiwani przez ministerstwo przemysłu od 2023:
| Lp. | Zdjęcie | Imię i nazwisko   | Objęcie urzędu  | Złożenie urzędu | Długość urzędowania | Rząd                      |
| --- | ------- | ----------------- | --------------- | --------------- | ------------------- | ------------------------- |
| 1.  |         | Marzena Czarnecka | 13 grudnia 2023 | 24 lipca 2025   | 611 dni             | Trzeci rząd Donalda Tuska |
| 2.  |         | Miłosz Motyka     | 24 lipca 2025   | nadal           | 22 dni              | Trzeci rząd Donalda Tuska |